# Letícia Sabatella
Letícia Sabatella (Belo Horizonte, 8 de marzo de 1971) es una actriz brasileña.

## Carrera
Es una reconocida actriz de la Red Globo, en donde ha participado en cerca de una docena de producciones dramáticas. Sus papeles más recordados son el de "Latiffa" en la exitosa novela El clon y el de la religiosa "Irma Lavínia" en Páginas de la vida.
El 2009 adquiere fama internacional, al interpretar a la psicópata Yvone, en el éxito mundial Caminho das Índias; en donde la actriz muestra versatilidad al interpretar a la villana principal de la trama, quien finalmente se termina robando el protagonismo de la historia. Este papel fue ampliamente alabado por la crítica.

## Vida privada
Entre 1991 a 2003, estuvo casada con el actor Ângelo Antônio. De esa relación nace su única hija, Clara.

## Filmografía

### Televisión
| Año        | Título                            | Personaje                          |
| ---------- | --------------------------------- | ---------------------------------- |
| 1991       | Os Homens Querem Paz              |                                    |
| 1991       | O Dono do Mundo                   | Thaís                              |
| 1993       | Agosto                            | Salete                             |
| 1994       | 74.5 - Uma Onda no Ar             | Luiza                              |
| 1995       | Irmãos Coragem                    | Maria de Lara, Diana e Márcia      |
| 1996       | Caça Talentos                     | Flora                              |
| 1998       | Torre de Babel                    | Celeste                            |
| 1999       | A Turma do Pererê                 |                                    |
| 2000       | A Muralha                         | Ana Cardoso                        |
| 2001       | Os Maias                          |                                    |
| 2001       | Puerto de los milagros            | Arlete                             |
| 2001       | El clon                           | Latiffa Rachid                     |
| 2004       | Um Só Coração                     | Maria Luísa Sousa Borba            |
| 2005       | Hoje É Dia de Maria               | Maria                              |
| 2005       | Hoje É Dia de Maria 2             | Alonsa / Rosicler / Asmodeia       |
| 2006       | JK                                | Marisa Soares                      |
| 2006       | Páginas de la vida                | Irmã Lavínia                       |
| 2007       | Deseo prohibido                   | Ana Fernandes                      |
| 2009       | India, una historia de amor       | Yvone Magalhães                    |
| 2010       | Afinal, o Que Querem as Mulheres? | Flanneur                           |
| 2011       | Chico Xavier                      | Maria                              |
| 2012       | As Brasileiras                    | Monique                            |
| 2012       | ¿Pelea o amor?                    | Angelina                           |
| 2013       | Laberintos del corazón            | Verônica Vasquez / Palmira Valente |
| 2014       | Sessão de Terapia                 | Bianca Cadore                      |
| 2015       | Querida Muerte                    | Arlinda                            |
| 2016       | Liberdade, Liberdade              | Antonia Xavier da Silva            |
| 2017- 2018 | Tempo de Amar                     | Delfina Leitaõ                     |
| 2019       | Orfãos da Terra                   | Soraia Abdalla                     |
| 2021-2022  | Nos Tempos do Imperador           | Tereza Cristina de Bragança        |

### Cine
- 1994 - Dente por Dente
- 1997 - Decisão - Laura
- 1998 - Bela Donna - Dona Benta
- 1999 - O Tronco - Anastácia
- 2001 - O Xangô de Baker Street - Esperidiana
- 2002 - Durval Discos - Célia
- 2003 - Chatô, O Rei do Brasil
- 2006 - Vestido de Noiva - Lúcia
- 2007 - Não por Acaso - Lúcia
- 2008 - Romance - Ana
- 2008 - Hotxuá - Diretora
- 2009 - Flordelis - Basta uma Palavra para Mudar - Eliane
- 2010 - Chico Xavier - Maria
- 2010 - Amazônia Caruana - Zezé
- 2011 - Circular - Cristina
- 2013 - The Mother War - Anita Garibaldi
- 2019 - Happy Hour - Vera